# Psecas sumptuosus
Psecas sumptuosus är en spindelart som först beskrevs av Perty 1833.  Psecas sumptuosus ingår i släktet Psecas och familjen hoppspindlar. Inga underarter finns listade i Catalogue of Life.